# Cá ông lão Ấn Độ
Cá ông lão Ấn Độ , tên khoa học Alectis indica, là một loài cá thuộc họ Cá khế.. Loài này phân bố phổ biến rộng rãi trong các vùng biển của Ấn Độ Dương-Tây Thái Bình Dương nhiệt đới, từ đông Phi, Ấn Độ, châu Á, Indonesia và Úc. Cá trưởng thành có xu hướng sống ở vùng nước ven biển trên rạn san hô có độ sâu đến 100 m, trong khi cá chưa trưởng thành sống trong một loạt các môi trường bao gồm cả các cửa sông và thảm cỏ biển. Nó là một loài lớn, đang phát triển đến chiều dài 165 cm và cân nặng đến 25 kg. Là loài ăn thịt, ăn cá, cephalopoda và giáp xác. Nó có tầm quan trọng thương mại nhỏ.